# Tagmemik
Die Tagmemik ist eine sprachwissenschaftliche Richtung innerhalb des amerikanischen Strukturalismus.

## Theorie
Die Tagmemik versucht, sprachliche Regularitäten im soziokulturellen Kontext zu beschreiben. Das sprachliche und außersprachliche Verhalten ist also nicht nur nach einer bestimmten Grammatik zu bewerten, sondern im Rahmen der kommunikativen und soziologischen wie auch kulturellen Zusammenhänge, in denen Menschen sprachliche Aktivitäten ausführen. Den theoretischen Unterbau der Tagmemik liefern die Theorien Leonard Bloomfields und das Modell der deskriptiven Linguistik. Tagmemik wird vor allem mit den Sprachwissenschaftlern und Missionaren des Summer Institute of Linguistics bzw. Wycliffe Bible Translators assoziiert und wird vor allem bei der Übersetzung der Bibel in bislang nur partiell erforschten Sprachen praktisch angewendet. Außerhalb des Kreises von SIL/WBL hat die Tagmemik nur wenige Vertreter.
Kenneth Lee Pike ist der Begründer und bekannteste Vertreter der Tagmemik. Er versuchte 1954 mit Language in relation to a unified theory of the structure of human behavior, eine allgemeingültige Taxonomie des menschlichen Verhaltens aufzuzeigen. Der deutsche Titel lautete Sprache in Beziehung zu einer integrierten Theorie der Struktur menschlichen Verhaltens.
Im Kern seiner Ausführungen steht die Annahme, dass die einzelnen sprachlichen Beschreibungsebenen untereinander sehr eng verflochten sind. Die einzelnen Ebenen sind hierarchisch gegliedert unter Syntax in Wort, Phrase, Satz, Satzkomplex, Absatz und Diskurs.
Als kleinste Einheit der grammatischen Beschreibung (also nicht als kleinste sprachliche Einheit) eines Satzes übernimmt Pike das Tagmem, das schon Bloomfeld definiert hat. Er bezeichnet Tagmeme als „Korrelate von syntagmatischen Funktionen und paradigmatischen Füllungen“ (Slot-Filler-Korrelation). Syntagmatische Funktionen (der schwierige Begriff Funktion wurde durch slot [Leerstelle] ersetzt) sind etwa das Objekt oder das Subjekt. Paradigmatische Füllungen (fillers) ersetzen das Subjekt wie etwa Eigennamen, Personalpronomen oder Nomina. Syntagmeme werden dargestellt in sogenannten tagmemischen Formeln.
Mehrere Tagmeme zusammen ergeben wiederum Syntagmeme (auch Konstruktionen). Die Verflechtung der einzelnen Ebenen macht es bei der Analyse erforderlich, die Bestandteile eines Tagmems höherer Ordnung als Syntagmeme der Ebene darunter zu isolieren und zu betrachten. Die Analyse eines Absatzes verlangt somit auch nach einer Analyse der im Absatz enthaltenen Satzkomplexe, die wiederum aus Phrasen bestehen, die sich aus Worten zusammensetzen.
Die Tagmemik unterscheidet darüber hinaus und im Unterschied zu den anderen strukturalistischen grammatikalischen Konzepten zwischen „emischen“ und „etischen“ Elementen. Diese Unterscheidung wendet Pike in allen seinen sprachlichen Beschreibungen an.
Forschungsschwerpunkte der Tagmemik beziehen sich auf semantisch-ethnolinguistische Probleme (z. B. Untersuchungen von Verwandtschaftsbezeichnungen in verschiedenen Sprachen), vor allem aber auf die Einbeziehung nonverbaler, paralinguistischer Aspekte in die Sprachbeschreibung.
P. M. Postal sieht die Tagmemik als einen „Subtypus der PSG-Theorie“ (Phrasenstrukturgrammatik). Er hat bewiesen, dass die tagmemischen Formeln eine finite Menge von kontextfreien Phrasenstrukturregeln darstellen, die lediglich in der tagmemischen Notation anders gehandhabt werden.

## Zitate
- “The tagmeme unites in a single unit a function (= slot, d. Verf.) in a larger structure and a class of items fulfilling that function (= fillers, d. Verf.); it is defined as the correlation of a grammatical function or slot with a class of mutually substitutable items occurring in that slot.” (B. Elson, V. Pickett, 1964, 54)